# Kiel Martin
Kiel Urban Mueller, mer känd under artistnamnet Kiel Martin, född 26 juli 1944 i Pittsburgh i Pennsylvania, död 28 december 1990 i Rancho Mirage i Kalifornien, var en amerikansk skådespelare. Han är mest känd för rollen som den alkoholiserade och strulige polismannen John "J.D." LaRue i 1980-talsserien Spanarna på Hill Street.
Mellan 1969 och 1971 var han gift med Claudia Martin (1944–2001), dotter till Dean Martin.
Martin gjorde gästroller i serier som Krutrök, Kärlek ombord, Lagens änglar, Miami Vice och Mord och inga visor.
Kiel Martin avled i lungcancer 1990, 46 år gammal.

## Filmografi i urval
- 1969 – De obesegrade
- 1971 – Panik i Needle Park
- 1972 – Trick Baby
- 1972 – Krutrök (TV-serie)
- 1973 – Lolly-Madonna XXX
- 1975 – Ge järnet, "Moonrunners"
- 1981–1987 – Spanarna på Hill Street (TV-serie) (144 avsnitt)
- 1982 – Kärlek ombord (TV-serie)
- 1982 – Human Highway
- 1989 – Miami Vice (TV-serie)
- 1989 – Lagens änglar (TV-serie)
- 1989 – Fader Dowlings mysterier (TV-serie)
- 1990 – Perry Mason (TV-serie)
- 1990 – Mord och inga visor (TV-serie)